# Nogizaka Haruka no Himitsu
Nogizaka Haruka no Himitsu (яп. 乃木坂春香の秘密, укр. Секрет Ноґідзаки Харуки) — серія ранобе японського письменника Іґараші Юсаки з ілюстраціями Саа. Серія вперше з'явилася 18 червня 2004 в журналі Dengeki hp видавництва ASCII Media Works.
Через деякий час після публікації в журналі, видавництво ASCII Media Works видає окремі розділи ранобе у вигляді томів під лейбом Dengeki Bunko. Перший том ранобе вийшов 10 жовтня 2004 року, і на сьогоднішній день опубліковано вже 8 томів.
Прем'єра манґа-адаптації ранобе відбулась 26 серпня 2006 року в сейнен-журналі Dengeki Moeoh.
Аніме-екранізація серії, створена студією Studio Barcelona, транслювалась з липня по вересень 2008 року на японському телеканалі Chiba TV. Зйомки другого сезону серіалу під назовю Nogizaka Haruka no Himitsu: Purezza (яп. 乃木坂春香の秘密 ぴゅあれっつぁ♪) анонсовано в десятому томі ранобе Spice and Wolf. Прем'єрний показ другого сезону аніме запланований на жовтень 2009 року.
25 вересня 2008 року, за мотивами серіалу, в Японії вийшла відеогра для платформи PlayStation 2.

## Сюжет
Головний герой — Аясе Юто, звичайний хлопець без особливих талантів. Ходить в приватну старшу школу, нічим не виділяється з натовпу, поки випадково не розкриває секрет Шкільної Принцеси — Ноґідзаки Харуки. Це відкриття змінює його життя.
Харука, найнедоступніша дівчина в школі, їй буквально поклоняються. Вона надзвичайно вродлива та розумна. Однокласники звуть її Срібна Зірка та Принцеса Фортепіано. Але ніхто не підозрює, що все це лише прикриття для її справжньої суті. Насправді ж, вона фанат аніме, манґи та всієї культури отаку.

## Персонажі
Юто Аясе (яп. 綾瀬 裕人) — головний герой.
Юто живе разом з батьками та старшою сестрою Рюко. Доволі сором'язливий та невпевнений в собі. Не має ніяких особливих талантів. Вчиться в приватній школі.
Одного дня, відносячи журнал свого однокласника в бібліотеку, зустрічає там Харуку, де і дізнається, що вона прихильниця аніме та манґи. Після цього між ними зав'язується дружба.
Сейю: Хатано Ватару
Ноґідзака Харука (яп. 乃木坂 春香) — однокласниця Юто та головна героїня серіалу.
Її обожнюють в школі за розум та красу. Вона вважається найкращою дівчиною в школі. Дуже добре грає на фортепіано та навіть перемагала в декількох міжнародних змаганнях.
Харука дуже наївна та трохи незграбна дівчина. У минулій школі її таємниця була викрита, і через це їй навіть довелося перевестися в іншу школу, тому тепер вона не бажає розповідати про своє хобі. Харука з дуже багатої та впливової сім'ї.
Сейю: Ното Маміко
Ноґідзака Міка (яп. 乃木坂 美夏) — молодша сестра Харуки.
Дуже любить шпигувати за своєю старшою сестрою та Юто. В порівнянні з своєю сестрою вона більше обізнана в питаннях любові та стосунків з протилежною статтю. Їй подобається дражнити та жартувати над Харукою та Юто в плані їх стосунків. Впродовж всього аніме не соромиться показувати свого інтересу до Юто.
Сейю: Ґото Маі

## Медіа

### Список епізодів
| №  | Назва                                                        | Дата виходу     |
| -- | ------------------------------------------------------------ | --------------- |
| 00 | Секретний секрет Ноґідзаки Харуки (乃木坂春香の秘密のひみつ) | 3 липня 2008    |
| 01 | Все скінчено... (もう、ダメです…)                            | 10 липня 2008   |
| 02 | Мій перший раз... (初めてなんです…)                          | 17 липня 2008   |
| 03 | Це все... (おしまいです…)                                    | 24 липня 2008   |
| 04 | Це дивно...? (変じゃないでしょうか…?)                        | 31 липня 2008   |
| 05 | Якщо ти дивишся на мене так... (そんなに見られますと…)       | 7 серпня 2008   |
| 06 | Це...літній Comiket (なつこみ…です)                          | 14 серпня 2008  |
| 07 | ...я люблю це! (…大好きなんです！)                           | 21 серпня 2008  |
| 08 | ...братик ☆ (…おに～さん☆)                                   | 28 серпня 2008  |
| 09 | Я була щаслива... (嬉しかったんです…)                        | 4 вересня 2008  |
| 10 | Я хочу бути...з тобою (一緒に、いたいです…)                  | 11 вересня 2008 |
| 11 | ...пробач за очікування (…お待たせしました)                  | 18 вересня 2008 |
| 12 | Це секрет! (秘密です!)                                       | 25 вересня 2008 |